# Detroit People Mover
 (janvier 2022).
Si vous disposez d'ouvrages ou d'articles de référence ou si vous connaissez des sites web de qualité traitant du thème abordé ici, merci de compléter l'article en donnant les références utiles à sa vérifiabilité et en les liant à la section « Notes et références ».
Pour les articles homonymes, voir DPM.
Le Detroit People Mover est un moyen de transport hectométrique, d'une longueur de 4,7 kilomètres, utilisé sur un circuit composé d'une seule voie circulant à travers le quartier d'affaires de Détroit, dans le Michigan (États-Unis).
Le seul réseau métropolitain de la ville, le People Mover, est exploité par la Detroit Transportation Corporation (Entreprise des Transports de Détroit) de la ville de Détroit, laquelle ne fait pas partie du Detroit Department of Transportation (Département des Transports de Détroit), celui-ci exploitant le réseau de bus de la ville.

## Histoire

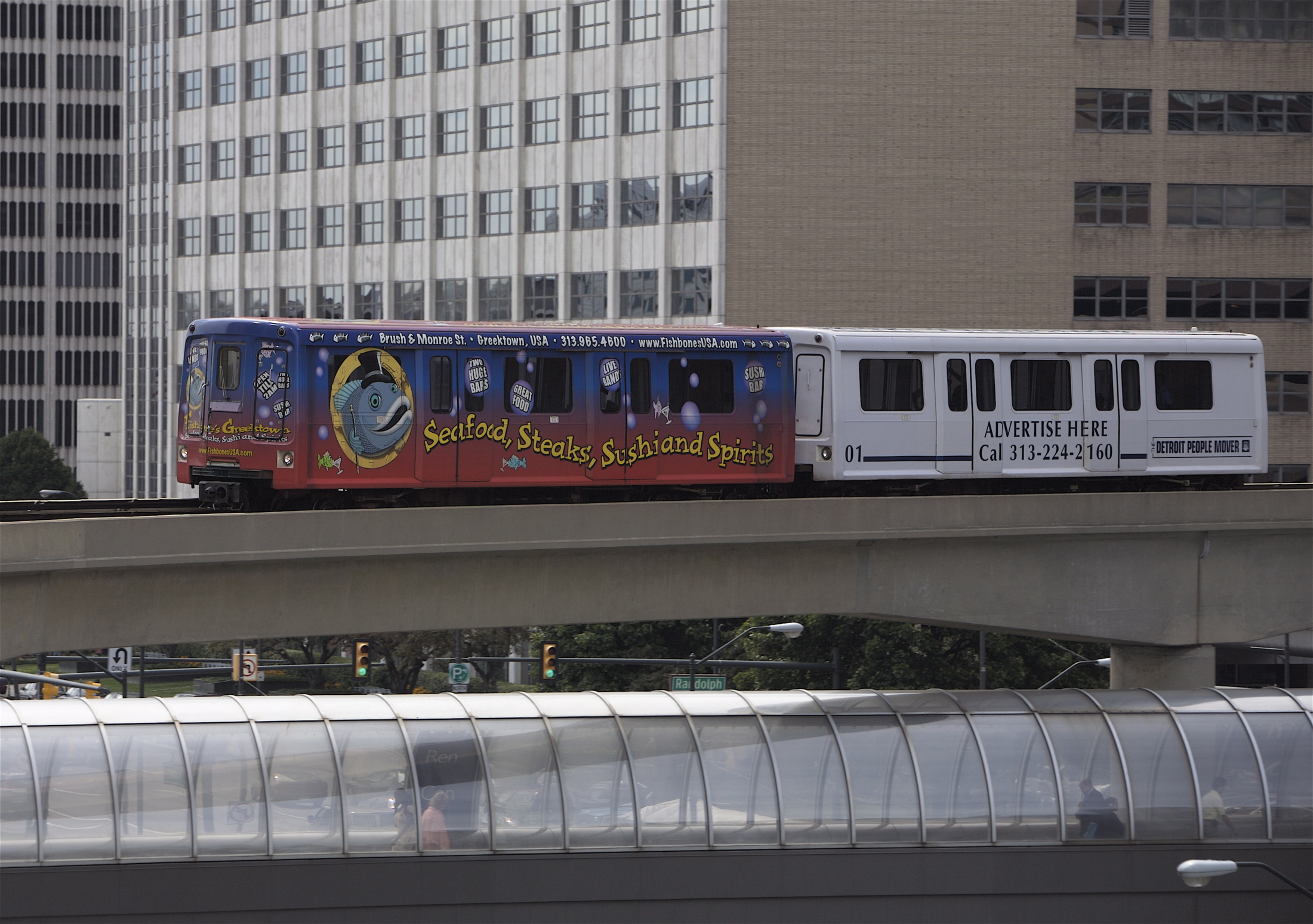
Detroit People Mover